# Rock Kills Kid
Rock Kills Kid ist eine US-amerikanische Alternative-Rock-Band aus Los Angeles, Kalifornien. Ihre Musik kann man mit Bands wie The Cure, Echo and the Bunnymen und U2 vergleichen, aber auch mit neuen Bands wie The Killers und Franz Ferdinand. Sie wurden unter anderem auch schon in einem der Rolling Stone Magazine „10 Artists to Watch in 2006“ erwähnt.

## Geschichte
Die Geschichte der Band beginnt Ende der 90er Jahre, die eigentlich eher die Geschichte von Jeff Tucker ist. Nach Beendigung der High School in Orange County langweilte sich der musikbegeisterte Teenager so sehr, dass er anfangs kellnerte und später bei verschiedenen Punkbands landete. Mit zwei Freunden nahm er dann 2001 eine Demo auf, die bei Mitarbeitern des Labels Fearless Records großen Gefallen fand, doch da sie nicht live spielen wollten, passierte im Folgenden auch nichts mehr.
So verbleibt Jeff Tucker in einem Studio von Fearless und schreibt dort den Tag lang Songs, bis er schließlich die Zahl von 150 Songs erreicht hat. Immer wieder wechseln die Mitglieder, bis schließlich 2005 die finale Besetzung steht. „I have waited for this day. To feel I'm fitting in. And I have longed to feel this way. To be alive again. I came back, back to life“.-Wie es aussieht, sind die Zeilen aus dem Rock Kills Kid-Song Back to Life für Jeff Tucker in Erfüllung gegangen.
Hide Away konnte man im April 2006 bei iTunes kostenlos herunterladen. Paralyzed ist die erste Single vom zweiten Album Are You Nervous. Die Single Paralyzed ist im Soundtrack vom 2008 entstandenen Film Prom Night enthalten.
Rock Kills Kid sind gerade dabei den Nachfolger für Are You Nervous? zu produzieren.

## Diskografie
- 2003: Rock Kills Kid (EP)
- 2006: Are You Nervous? (Album)
- 2006: Paralyzed (Single)

## Sonstiges
- Sänger Jeff Tucker ist mit der Schauspielerin Natasha Melnick liiert (Ein Zwilling kommt selten allein, Voll daneben, voll im Leben).
- Auf dem Album Music from the OC: Mix 6, haben sie den Spoon Song I Turn My Camera On gecovert.